# Liste der Baudenkmäler in Englschalking
Auf dieser Seite sind die Baudenkmäler im Münchner Stadtteil Englschalking im Stadtbezirk 13 Bogenhausen aufgelistet. Zu diesen Baudenkmälern gibt es auch eine Bildersammlung und ein Fotoalbum mit ausgewählten Bildern.
Diese Liste ist Teil der Liste der Baudenkmäler in München. Grundlage ist die Bayerische Denkmalliste, die auf Basis des bayerischen Denkmalschutzgesetzes vom 1. Oktober 1973 erstmals erstellt wurde und seither durch das Bayerische Landesamt für Denkmalpflege geführt und aktualisiert wird. Die folgenden Angaben ersetzen nicht die rechtsverbindliche Auskunft der Denkmalschutzbehörde.

## Ensemble

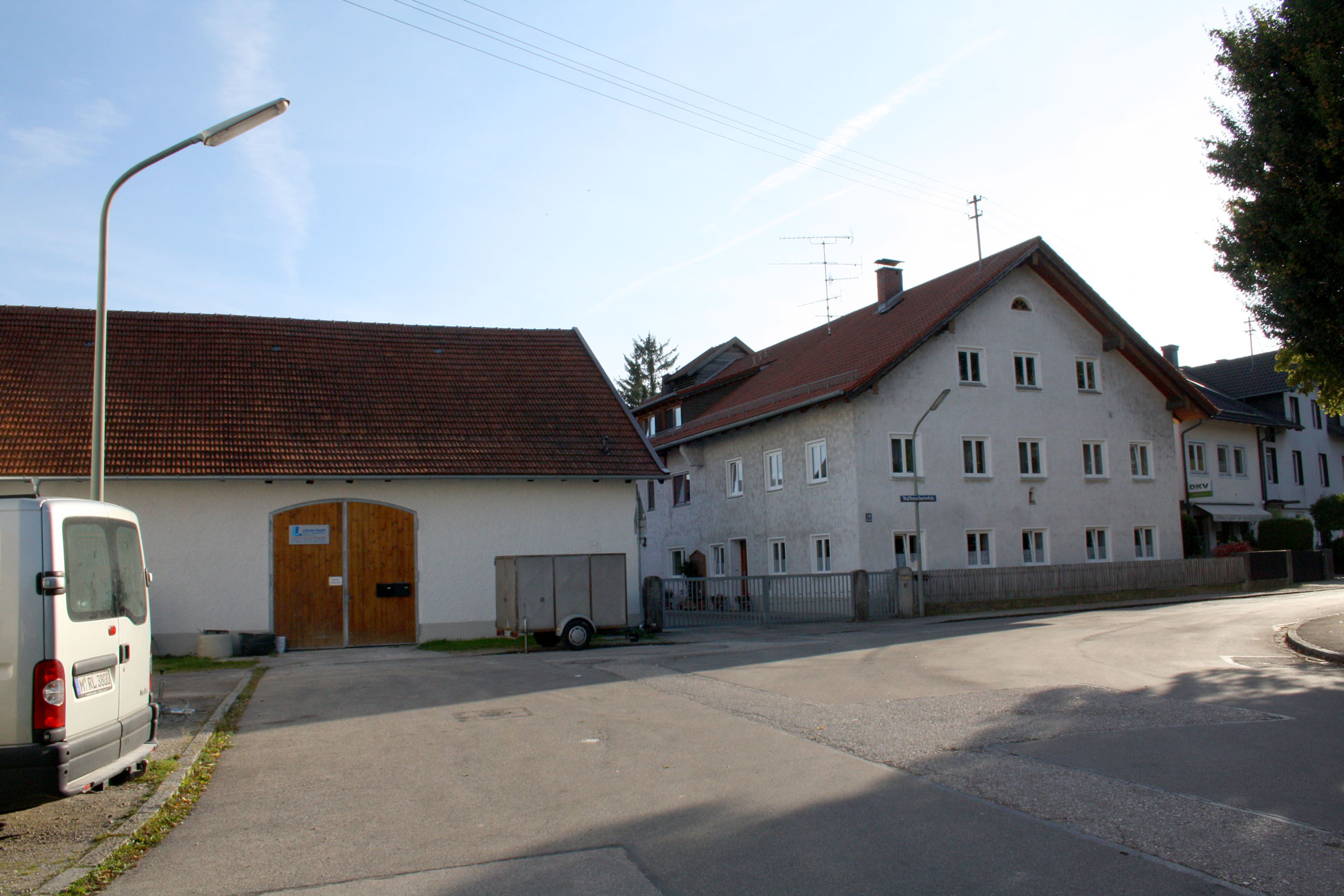
Ortskern Englschalking

Ortskern Englschalking, als Beispiel für einen urtümlichen Siedlungstypus, das Haufendorf, ist ein Ensemble; seine Begrenzung ist annähernd identisch mit der Ausdehnung des Dorfes im frühen 19. Jahrhundert. Englschalking liegt auf der nordöstlichen Isar-Hochterrasse. Der Name leitet sich vermutlich von Hof des Engilschalch ab, er ist seit 1240 urkundlich nachweisbar. Das Dorf Englschalking kam ab 1319 zur Grafschaft Ismaning, in der Folge zu Freising, 1930 wurde es nach München eingemeindet. Die Dorfanlage zeigt eine Ansammlung von Bauernanwesen in lockerer Gruppierung um Kirche und Friedhof in der Mitte. Die St.-Nikolaus-Kirche stammt aus dem 13. Jahrhundert, der sie umgebende Friedhof ist durch einen Mauerring befestigt. Westlich der Kirche liegen zwei stattliche bäuerliche Anwesen: der Alte Wirt und der Hof an der Schnorr-von-Carolsfeld-Straße 2. Dem abseits großer Verkehrswege gelegenen Ort brachte erst die Zeit nach 1884 durch Mooskultivierung und Ziegeleibetriebe einen relativen Wohlstand. Aus dieser Zeit stammt im Wesentlichen die vorhandene Bebauung. Obwohl seit den 1960er Jahren die Hochhausbebauung des Fidelioparks bereits bis an die westliche Begrenzung des Dorfkerns herangerückt ist, präsentiert sich die ursprüngliche Dorfanlage kaum verändert. (E-1-62-000-10)

## Einzelbauwerke
| Lage                                       | Objekt                          | Beschreibung | Akten-Nr.                | Bild                     |
| ------------------------------------------ | ------------------------------- | --- | ------------------------ | ------------------------ |
| Brodersenstraße 36 (Standort)              | Bürogebäude                     | in der Art einer Villa, 1914 errichtet, malerischer, eingeschossiger Mansarddachbau mit zwei runden, turmartigen Eckausbauten und Dachreiter | D-1-62-000-997 Wikidata  | Bürogebäude              |
| Englschalkinger Straße 229 (Standort)      | Villa Theen                     | historisierend, 1. Viertel 20. Jahrhundert; städtebaulicher Akzent am Rand des modernen Wohnviertels | D-1-62-000-1549 Wikidata | Villa Theen              |
| Flaschenträgerstraße 1 (Standort)          | Katholische Kirche St. Nikolaus | kleiner, im Kern romanischer Bau, 13. Jahrhundert, dachreiterartiger Turm; mit Ausstattung; im Dorfkern von Englschalking | D-1-62-000-1688 Wikidata | weitere Bilder           |
| Flaschenträgerstraße 3 (Standort)          | Friedhof Englschalking          | Friedhof und Friedhofsgebäude, Friedhofsmauer, Grabsteine. | D-1-62-000-1688 Wikidata | Friedhof Englschalking   |
| Flaschenträgerstraße 7 (Standort)          | Ländliches Wohnhaus             | ehemalige Ziegelei Rattenhuber, zweigeschossig, mit Putzgliederung, 1899 von Georg Guinin | D-1-62-000-1691 Wikidata | Ländliches Wohnhaus      |
| Ostpreußenstraße 88 (Standort)             | Ehemalige Volksschule           | dreiflüglige Anlage mit dreigeschossigem Hauptbau mit Glockenturm und zweigeschossigen Seitenflügeln, Turnhalle und Feuerwehrgerätehaus über Zwischenflügel angebunden; über Gartenmauer mit ehemaligem Bibliotheksbau verbunden; von Hermann Leitenstorfer, 1935/36 | D-1-62-000-9912 Wikidata | weitere Bilder           |
| Schnorr-von-Carolsfeld-Straße 2 (Standort) | Stattliche Hofanlage            | mit zweigeschossigem Bauernhaus, bezeichnet 1866 | D-1-62-000-6278 Wikidata | Stattliche Hofanlage     |
| Schnorr-von-Carolsfeld-Straße 9 (Standort) | Städtischer Kindergarten        | ehemalige Gemeindeschule der Gemeinde Daglfing, letztes Viertel 19. Jahrhundert | D-1-62-000-6280          | Städtischer Kindergarten |
| Waffenschmiedstraße 14 (Standort)          | Bauernhaus                      | zweigeschossiger Satteldachbau, im Kern 19. Jahrhundert; Nebengebäude, Satteldachbau, gleichzeitig | D-1-62-000-7295 Wikidata | Bauernhaus               |

## Ehemalige Baudenkmäler
In diesem Abschnitt sind Objekte aufgeführt, die früher einmal in der Denkmalliste eingetragen waren, jetzt aber nicht mehr. Objekte, die in anderem Zusammenhang also z. B. als Teil eines Baudenkmals weiter eingetragen sind, sollen hier nicht aufgeführt werden. Aktennummern in diesem Abschnitt sind ehemalige, jetzt nicht mehr gültige Aktennummern.

| Lage                                       | Objekt             | Beschreibung                                                           | Akten-Nr.       | Bild           |
| ------------------------------------------ | ------------------ | ---------------------------------------------------------------------- | --------------- | -------------- |
| Schnorr-von-Carolsfeld-Straße 1 (Standort) | Gasthof Alter Wirt | stattlicher Bau, um 1860/70 und später aus der Denkmalliste gestrichen | D-1-62-000-6277 | weitere Bilder |